# Протести в Ірані (з 2022)
Протести в Ірані почалися у вересні 2022 року після вбивства 22-річної Магси Аміні й поширилися багатьма містами країни. Учасники протестували проти поліцейського насильства, лунали політичні гасла.
Носіння хіджабу є обов'язковим для всіх жінок в Ірані після Ісламської революції 1979 року, коли до влади прийшов режим аятолла Рухолла Хомейні, на знак протесту деякі жінки демонстративно зривали й спалювали хіджаби.

## Передісторія
14 вересня 2022 року в Тегерані поліція моралі заарештувала 22-річну дівчину-курдку Магсу Аміні. Пізніше її доправили до лікарні у тяжкому стані. 16 вересня Аміні померла, не приходячи до тями. Чиновники Ірану заперечили причетність до смерті дівчини. За офіційними даними, причина смерті — серцевий напад, але свідки стверджували, що Аміні били кийками. До того ж рідним дівчини не дозволили побачити її тіло перед похованням.

## Хронологія

### 2022
Після похорону Аміні почалися протести: сотні іранців вийшли на вулиці Тегерана, Секкеза та інших міст, протестуючи проти поліцейського свавілля та утисків жінок. Принаймні одну демонстрацію поліція розганяла сльозогінним газом. У Ширазі сталися сильні зіткнення: протестувальники кидали в поліцейських каміння, підпалювали їхні машини. Один поліцейський загинув, ще чотирьох було поранено.
17-21 вересня, після похорону Магси Аміні почалися акції протесту в її рідному місті Секкез, Сендедж та інших містах, протестувальники виступали проти поліцейського свавілля і утисків жінок. Відомо, що як мінімум одну демонстрацію поліція розганяла за допомогою сльозогінного газу.
18 вересня мешканці Сенендеджа вийшли на вулиці, група жінок зривала з себе хіджаби. Сили безпеки відкрили вогонь по демонстрантах. Студенти Тегеранського університету провели акцію протесту.
До 19 вересня у центрі Тегерана відключили мобільний інтернет. Протести тривали в центрі Тегерана, північному Решті, центральному Ісфагані, а також у населених курдами містах на заході Ірану.
Фарджада Дарвіші було вбито поліцією під час акції протестів у Валіасрі біля Урмії. Імовірно, його застрелили агенти служби безпеки, він помер по дорозі до лікарні.
До 20 вересня протести поширилися на щонайменше 16 із 31 провінції, протестувальники в Сарі зірвали фотографії аятолли і його попередника з міської будівлі. Державні ЗМІ Ірану повідомили, що в ході протестів у Курдистані вбито трьох людей. Двоє протестувальників були вбиті силами безпеки в Західному Азербайджані, та одна жінка — в Керманшасі. Державні ЗМІ Ірану повідомили про загибель помічника поліцейського у південному Ширазі.
21-25 вересня почастішали випадки, коли жінки публічно спалювали хіджаби і обрізали волосся на знак протесту. Amnesty International доповіли про 9 загиблих серед протестувальників та силовиків. З початку протестів до 21 вересня було відомо про трьох загиблих у провінції Східний Курдистан. За словами державних ЗМІ, у Мешхеді було вбито члена «Басіджу».
Доступ іранців до Instagram та WhatsApp (єдиним основним соціальним платформам в країні) було обмежено. В інших країнах (Швеція, США, Канада, Туреччина) пройшли акції солідарності з іранським народом. В Саккезі сталася стрілянина між іранською армією і КВІР.
22 вересня в Тегерані протестувальники палили поліцейські дільниці та машини поліції звичаїв. Протести продовжилися у більш ніж 30 містах Ірану, незважаючи на масові відключення інтернету. Акції протесту продовжилися в різних районах на північ і південь від Тегерана. Також акції протесту почалися в районах, які раніше не брали участі. У Тебрізі в Східному Азербайджані протестувальники спалили банк, скандуючи. Іранські ЗМІ заявили, що загинули щонайменше 17 людей, у той час як іранська правозахисна неурядова організація нарахувала щонайменше 31 цивільних особи.
23 вересня в Тегерані продовжилися протести, йшли важкі бої в Ісфагані. Акції продовжилися в багатьох інших містах, таких як Мешхед і Баболь. Ряд знаменитостей порадили державі не продовжувати репресії. В місті Ошнавія після кількох днів запеклих зіткнень, протестувальники взяли місто під контроль.
У Шахрі-Рей члени бригад Імама Алі воєнізованої організації Басідж стріляли з автоматів АК-107 по протестувальникам. Університети та школи в більшості провінцій були переведені на дистанційну форму навчання.
Президент Ірану Ібрахім Раїсі виступив з промовою, в якій визнав, що побиття Магси Аміні було, але заявив, що подібні випадки були і в Америці, і уряд США не реагував на них. 23 вересня було відомо приблизно про 50 убитих мітингувальників.
24 вересня масові протести в Ошнавії тривали, учасники мітингів спалили статуї іранському генералу Касему Сулеймані та керівнику Ірану Алі Хаменеї. Іранці, які живуть за кордоном, пройшли маршами в різних містах світу, у тому числі в Берліні, Штутгарті і Мельбурні.
У провінції Гілян поліція та іранська революційна гвардія заарештували 739 осіб. У Хузестані було конфісковано 88 одиниць зброї. Комітет захисту журналістів повідомив про арешт 11 співробітників, у тому числі Нілуфара Хамеді, репортера, який першим поширив історію Магси Аміні.
24 вересня в місті Карадж 22-річна Хадіс Наджафі була застрелена 6-ма кулями іранськими силами безпеки
У місті Ошневі в провінції Західний Азербайджан поліцейські ділянки та склади зброї були захоплені місцевим населенням. Поліція, військові та урядові органи відступили.
Акції солідарності пройшли в різних містах світу, таких як Лондон, Брюссель та Нью-Йорк. Один із членів «Басіджу» помер від поранень, отриманих ним 22 вересня. Студенти університету в Тербізі приєдналися до мітингів, скандую проти арештів інших студентів. Мохсені Еджеї, головний суддя Ірану, сказав: «Поліцейські не спали минулої та позаминулої ночі… їх треба подякувати».
Станом на 27 вересня було відомо про 76 смертей і більше тисячі затримань. Іранські правозахисники заявили, що сили безпеки стріляли збройовими патронами прямо по скупченнях протестувальників. Була заарештована дочка Акбара Хашемі, колишнього президента Ірану з 1989 по 1997. 28 вересня біля Брайденбурзьких воріт у Німеччині пройшла акція солідарності, що зібрала понад 1800 осіб. На неї прийшла іранська актриса Пега Ферідоні і член Християнсько-соціального союзу Дороте Бор.
Протести продовжилися, 83 людини загинуло. 29 вересня поліція заарештувала артиста Шервіна Хаджіпура у Тегерані. Його пісня «Baraye» про смерть Магси Аміні набрала понад 40 мільйонів переглядів у Instagram за день.
30 вересня поліція Захедана відкрила стрілянину по людях, які чинили п'ятничну молитву. Близько 40 людей було розстріляно у місті під час протестів, які продовжились у місті після повідомлення про зґвалтування 15-річної дівчинки начальником іранської поліції. Люди зібралися біля поліцейської дільниці, які вимагали покарання злочинця, були атаковані гелікоптерами з повітря. Вночі поліцейська ділянка була спалена. Безліч членів КВІР були вбиті, включаючи старшого командира, він помер після пострілу в груди. Загинув полковники гвардії Хамідреза Кашімі, Мохаммад Амін Азаршокр. Були знищені 2 ополченця Басідж. Державні ЗМІ повідомили про загибель 19 протестувальників і 32 поліцейських. За оцінкою опозиційного видання Human Rights Activist News Agency, 40 демонстрантів було вбито.
Станом на 10 жовтня, в ході протестів загинуло щонайменше 200 людей, майже половина з них — у провінції Сістан і Белуджистан.
16 жовтня Reuters подало оцінку ситуації стверджуючи, що протести «не видаються схожими на такі, що можуть повалити систему».

### 2023
У лютому влада Ірану вперше визнала масштаб репресій, верховний лідер країни розпорядився про амністію або скорочення термінів ув'язнення для «десятків тисяч» ув'язнених. 
Повідомлялося про випадки навмисного отруєння інквізиторським іранським режимом у школах для дівчаток у Ком після того, як кілька батьків засудять ситуацію.

## Гасла

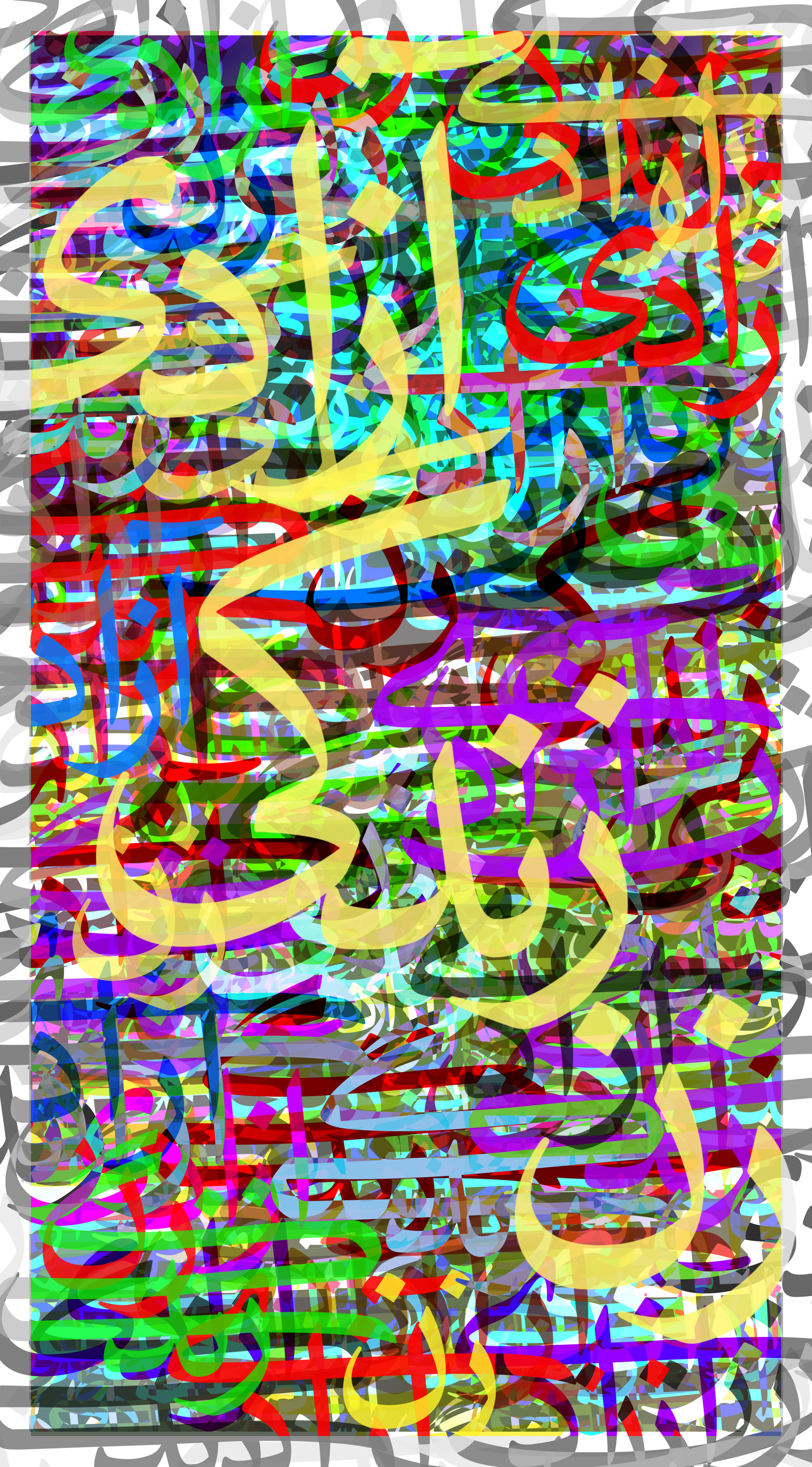

Демонстранти використовували різні гасла і плакати в цих акціях протесту, які прямо критикують уряд Ісламської Республіки Іран і Вищого керівника Алі Хаменеї. Протестувальники висловили рішучу незгоду з актами порушення прав людини, вчиненими, зокрема, Поліцією моралі. «Жінка, життя, свобода» (на зображенні) (перс. زن، زندگی، آزادی, курд. ژن، ژیان، ئازادی) — популярне гасло протестів.

## Реакція

### Персоналії
- Масуд Пезешкян (член Ісламської консультативної ради Ірану з 2008) в інтерв'ю сказав: «Після 40 років існування цього суспільства … Вони були підняті нами, а не американцями. Ми контролювали мовленням, мечетями, школами, університетами. Ми були скрізь. Це наша провина. Ми хочемо утвердити релігійну віру за допомогою сили. Це неможливо»[66].
- Реза Пехлеві (колишній спадкоємний принц Ірану) закликав відкликати послів ЄС з Ірану, на знак протесту чинному режиму[67].
- Мір'ям Раджаві[en] (політична діячка Ірану) написала в соціальній мережі: «Я вітаю мучеників загальнонаціональних протестів, які віддали свої життя за свободу. Вони символізують волю народу до встановлення демократії Ірані. Я закликаю молодь домогтися звільнення заарештованих і підтримати їхні сім'ї»[68].
- Масіх Алінеджад (захисниця прав жінок) опублікувала в Твіттері: «Поліція застосувала сльозогінний газ для розгону іранських демонстрантів у Парижі, у спробі захистити посольство Ісламської Республіки. Тим часом Президент Франції Емманюель Макрон потис руку кровожерному президентові Ірану»[69].
- Рабина Шамдасані, прес-секретар комісії ООН з прав людини, закликала керівництво Ірану «повністю дотримуватися прав на свободу думки, висловлювання, мирних зборів та асоціацій». Шамдасані додав, що, згідно з повідомленнями, «сотні людей також було заарештовано, включаючи правозахисників, адвокатів, активістів громадянського суспільства та щонайменше 18 журналістів, тисячі людей приєдналися до антиурядових демонстрацій по всій країні за останні 11 днів. У відповідь сили безпеки іноді застосовували бойові набої»[70].

### Держави
- Канада: Прем'єр-міністр Джастін Трюдо оголосив про підтримку протестувальників своїм урядом, закликавши Іран «припинити придушення свободи думок та дискримінацію жінок»[71]. Міністр закордонних справ Мелані Жолі закликала до «повного та всебічного розслідування поточних подій».
- Туреччина: Прес-секретар Ібрагім Калин висловив занепокоєння з приводу смерті Магси Аміні[72]. Демонстрації відбулися в кількох турецьких містах, у тому числі протест групи іранців перед іранським консульством у Стамбулі[73][74].
- США: Дії іранської влади були засуджені Міністерством фінансів США, яке ввело санкції проти кількох високопоставлених іранських чиновників. Під час виступу в Генеральній Асамблеї ООН, президент Джо Байден висловив солідарність протестувальникам у «боротьбі за їхні основні права»; держсекретар Ентоні Блінкен засудив іранський уряд у відповідь на смерть Аміні[75].

### Міжнародні організації
- Європейський союз: Європейська служба зовнішніх справ (EEAS) засудила смерть Аміні і закликала іранський уряд «забезпечити дотримання основних прав громадян»[76].
- Організація Об'єднаних Націй: Нада аль-Нашиф, яка виконує обов'язки Верховного комісара ООН з прав людини, висловила стурбованість у зв'язку зі смертю Магси Аміні та реакцією іранської влади на протести[77].
- Міжнародна амністія розкритикувала жорстоке придушення протестів[78].